# NBA 1951/52
NBA 1951/52 was het 6e seizoen van de NBA. Het begon op 1 november 1951 en eindigde op 25 april 1952, toen Minneapolis Lakers de zevende wedstrijd van de NBA Finale met 82-65 won en daarmee op 4-3 kwam in de serie tegen verliezend finalist New York Knicks. Voor New York Knicks was het de tweede finale op rij en ook de tweede die het verloor.

## Eindstand regulier seizoen
| Eastern Conference    | W  | V  |
| --------------------- | -- | -- |
| Syracuse Nationals    | 40 | 26 |
| Boston Celtics        | 39 | 27 |
| New York Knicks       | 37 | 29 |
| Philadelphia Warriors | 33 | 33 |
| Baltimore Bullets     | 20 | 46 |

| Western Conference     | W  | V  |
| ---------------------- | -- | -- |
| Rochester Royals       | 41 | 25 |
| Minneapolis Lakers     | 40 | 26 |
| Indianapolis Olympians | 34 | 32 |
| Fort Wayne Pistons     | 29 | 37 |
| Milwaukee Hawks        | 17 | 49 |

## Playoffs
|  | Division Semifinals   | Division Semifinals |                    |   | Division Finals | Division Finals |  |  | NBA Finals | NBA Finals |
|  |                       |                     |                    |   |                 |                 |  |  |            |            |
|  |                       |                     |                    |   |                 |                 |  |  |            |            |
|  |                       |                     |                    |   |                 |                 |  |  |            |            |
|  |                       |                     |                    |   |                 |                 |  |  |            |            |
|  | Syracuse Nationals    | 2                   |                    |   |                 |                 |  |  |            |            |
|  | Syracuse Nationals    | 2                   |                    |   |                 |                 |  |  |            |            |
|  | Philadelphia Warriors | 1                   |                    |   |                 |                 |  |  |            |            |
|  | Philadelphia Warriors | 1                   | Syracuse Nationals | 1 |                 |                 |  |  |            |            |
|  |                       |                     | Syracuse Nationals | 1 |                 |                 |  |  |            |            |
|  |                       | New York Knicks     | 3                  |   |                 |                 |  |  |            |            |
|  | New York Knicks       | New York Knicks     | 3                  | 2 |                 |                 |  |  |            |            |
|  | New York Knicks       |                     |                    | 2 |                 |                 |  |  |            |            |
|  | Boston Celtics        | 1                   |                    |   |                 |                 |  |  |            |            |
|  | Boston Celtics        | 1                   | New York Knicks    | 3 |                 |                 |  |  |            |            |
|  |                       |                     | New York Knicks    | 3 |                 |                 |  |  |            |            |
|  |                       | Minneapolis Lakers  | 4                  |   |                 |                 |  |  |            |            |
|  | Rochester Royals      | Minneapolis Lakers  | 4                  | 2 |                 |                 |  |  |            |            |
|  | Rochester Royals      |                     |                    | 2 |                 |                 |  |  |            |            |
|  | Fort Wayne Pistons    | 0                   |                    |   |                 |                 |  |  |            |            |
|  | Fort Wayne Pistons    | 0                   | Rochester Royals   | 1 |                 |                 |  |  |            |            |
|  |                       |                     | Rochester Royals   | 1 |                 |                 |  |  |            |            |
|  |                       | Minneapolis Lakers  | 3                  |   |                 |                 |  |  |            |            |
|  | Indianapolis Olympian | Minneapolis Lakers  | 3                  | 0 |                 |                 |  |  |            |            |
|  | Indianapolis Olympian |                     |                    | 0 |                 |                 |  |  |            |            |
|  | Minneapolis Lakers    | 2                   |                    |   |                 |                 |  |  |            |            |
|  | Minneapolis Lakers    | 2                   |                    |   |                 |                 |  |  |            |            |

## Beste statistieken
- Meeste punten: Paul Arizin (Philadelphia Warriors)
- Meeste rebounds: Larry Foust (Fort Wayne Pistons & Mel Hutchins Milwaukee Hawks)
- Meeste assists: Andy Phillip (Philadelphia Warriors)
- Hoogste percentage veldscores: Paul Arizin (Philadelphia Warriors)
- Hoogste percentage vrije worpen: Bobby Wanzer (Rochester Royals)

1950 · 1951 · 1952 · 1953 · 1954 · 1955 · 1956 · 1957 · 1958 · 1959 · 
1960 · 1961 · 1962 · 1963 · 1964 · 1965 · 1966 · 1967 · 1968 · 1969 · 
1970 · 1971 · 1972 · 1973 · 1974 · 1975 · 1976 · 1977 · 1978 · 1979 · 
1980 · 1981 · 1982 · 1983 · 1984 · 1985 · 1986 · 1987 · 1988 · 1989 · 
1990 · 1991 · 1992 · 1993 · 1994 · 1995 · 1996 · 1997 · 1998 · 1999 · 
2000 · 2001 · 2002 · 2003 · 2004 · 2005 · 2006 · 2007 · 2008 · 2009 · 
2010 · 2011 · 2012 · 2013 · 2014 · 2015 · 2016 · 2017 · 2018 · 2019 · 
2020 · 2021 · 2022 · 2023 · 2024